# پوشاک پارسی

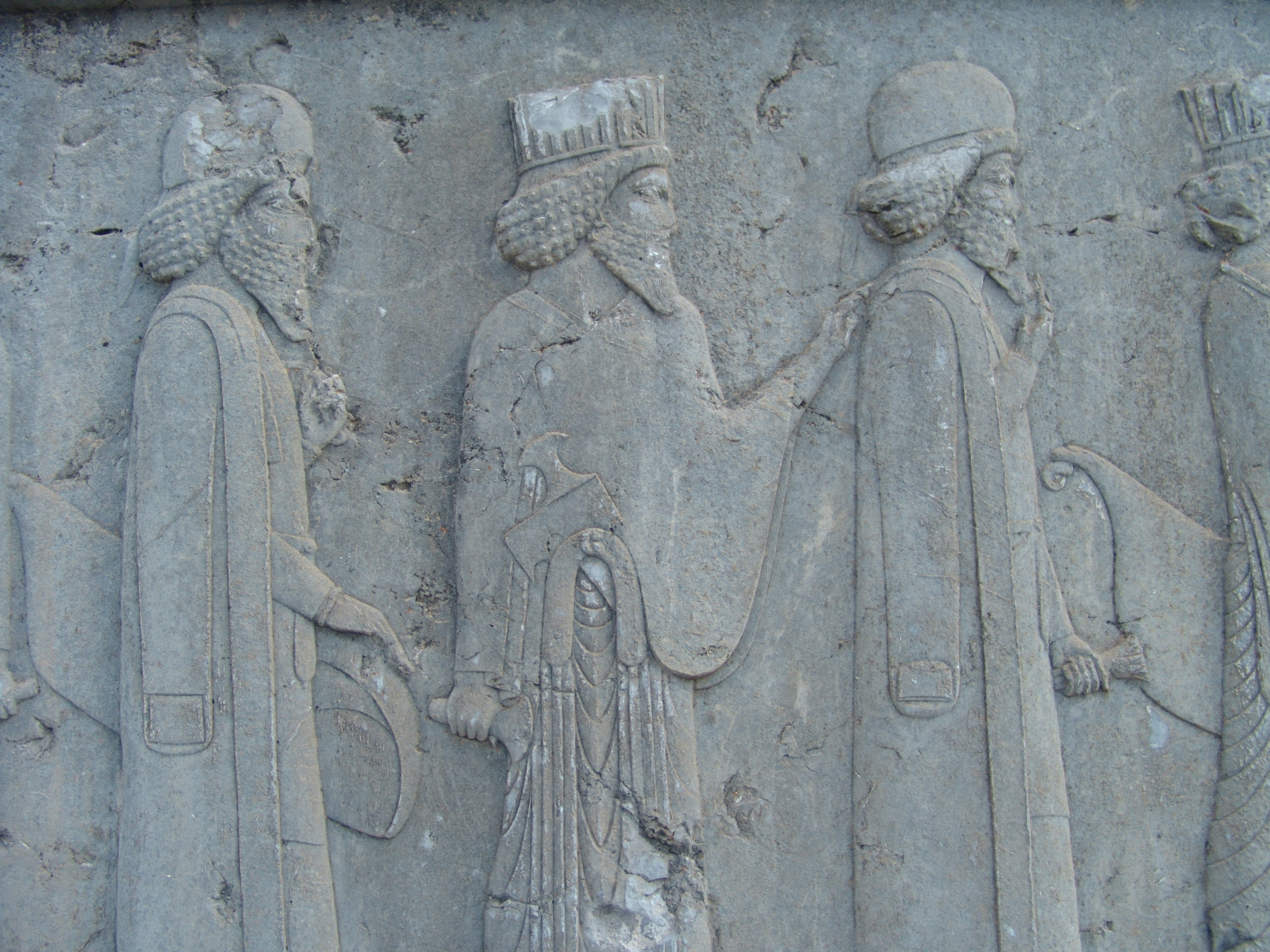
جزئیات یک سنگ‌نگاره در ایران، که دو مرد (چپ و راست) با پوشاکی با نام کندیس یا کندو (kandys) در آن حضور دارند. این پوشاک، همچنین توسط یونانیان مورد استفاده قرار می‌گرفت.

پوشاک پارسی به شکل پوشاک رایج در شاهنشاهی هخامنشی (و انواع گرفته شده از آن) گفته می‌شود. فلسفهٔ پوشاک پارسی، علاوه بر ویژگی کاربردی بودن، نقشی زیباشناختی دارد. در آن دوران، پوشاک، نشانی از شخصیت و جایگاه اجتماعی شخص بوده است.

## تاریخچه
به شکل دقیق، تاریخ پیدایش نساجی در ایران، هنوز مشخص نشده است اما به صورت احتمالی، همزمان با پیدایش تمدن در نظر گرفته می‌شود. پوشاک در ایران، در نوشتار تاریخ‌نگاران، مورد اشاره قرار گرفته‌ است. فردوسی و شماری از تاریخ‌نگاران شرق و غرب، کیومرث را مبدع استفاده از پوست و موی جانداران به عنوان پوشاک، دانسته‌اند. برخی از تاریخ‌نگاران نیز از هوشنگ به عنوان نخستین مبدع استفاده از پوست جانداران به عنوان پوشاک، یاد کرده‌اند. فردوسی، تهمورث را به نوعی، آغازکنندهٔ نساجی در ایران، دانسته‌ است. یافته‌هایی در شمال ایران، از حدود ۶۰۰۰ سال پیش از میلاد، وجود دارد که به بافت پشم در آن دوران، اشاره می‌کند. اکتشافات دیگری در مرکز ایران که مربوط به ۴۲۰۰ سال پیش از میلاد است، نشان داد که از این سال‌ها، پوست جانداران، دیگر تنها پوشاک رایج در فلات ایران نبوده‌ است. پوشاک دوران باستانی ایران، شکلی پیشرفته گرفت و جنس پارچه و رنگ پوشاک در آن دوران، اهمیت بالایی یافت. بر اساس جایگاه اجتماعی، مقام، اقلیم منطقه و فصل، پوشاک پارسی در دوران هخامنشیان به فرم‌های گوناگونی درمی‌آمد. فلسفهٔ مورد استفادهٔ این پوشاک، علاوه بر ویژگی کاربردی بودن، نقشی زیباشناختی نیز داشت. در این دوران، انواع گوناگونی از پارچه و رنگ (شامل فیروزه‌ای) رواج یافت. پارس‌ها تا حد قابل توجهی در پوشاک، از مادها الهام گرفته بودند. دیگر ویژگی پوشاک باستانی این کشور، وجود زینت‌های بسیار بر پوشاک و سلاح است.

## ویژگی‌ها
فلسفهٔ پوشاک پارسی نه تنها ویژگی کاربردی بودن را شامل می‌شد، بلکه شامل نقش زیباشناختی نیز می‌شده‌است. در دوران باستان، این پوشاک، به نوعی نشان‌گر شخصیت و شکوه صاحب آن، بوده‌است. پارس‌ها اهمیت بسیاری به انتخاب گونهٔ پارچهٔ پوشاک خود، می‌دادند. بر اساس اطلاعات کنونی، معیارهای آنان در پارچه، شامل جنس و رنگ آن، بود. پارچه‌های گوناگونی از جنس ابریشم، پنبه و پشم (الیاف طبیعی) وجود داشت و رنگ‌هایی چون نارنجی، سفید، زرد، قهوه‌ای، فیروزه‌ای و بنفش، مورد استفاده قرار می‌گرفتند. همچنین پنداشته می‌شود که رنگ ارغوانی، دارای ارزشی ویژه بوده و در پوشاک سلطنتی یا سطح بالا، به کار برده می‌شده‌است. شاهان از طیفی از این رنگ، در پوشاک خود بهره می‌بردند؛ در حالی که طلا نیز به عنوان زینت، در آن به کار می‌رفت. برخی پارچه‌ها با حاشیه و برخی بدون حاشیه، به کار می‌رفتند.

## جامهٔ سنتی پارس‌ها

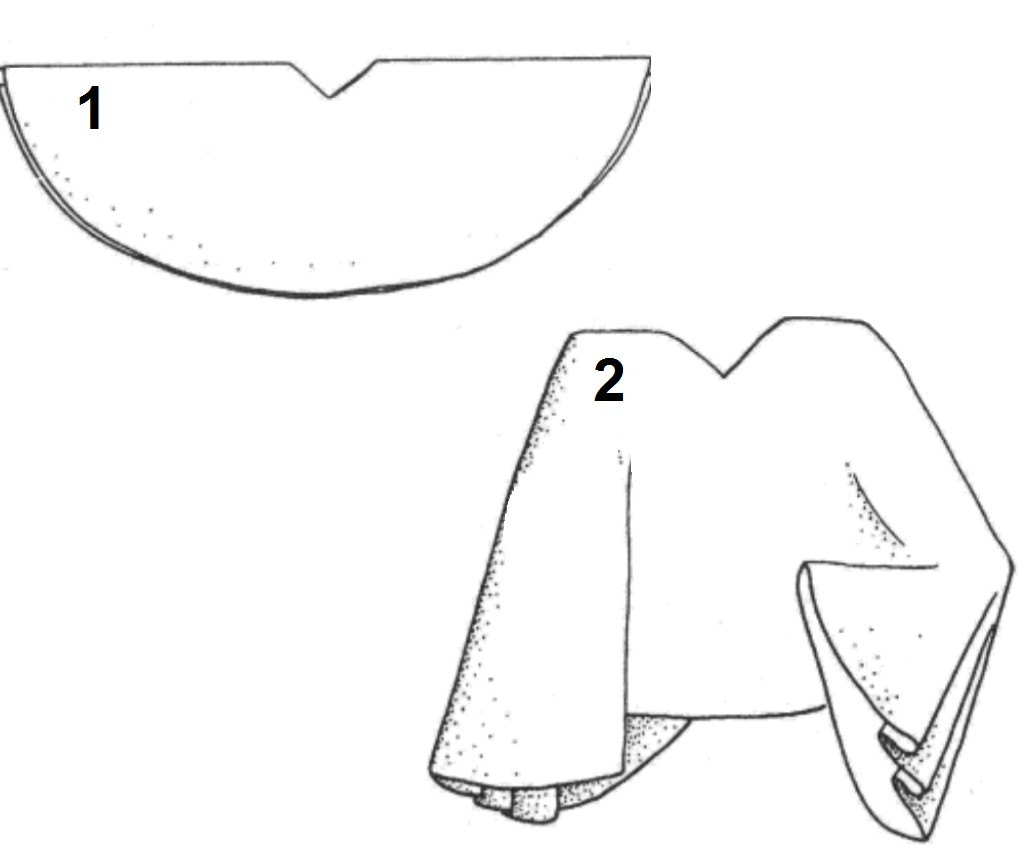
دو نمونه از پوشاک پارسی (دو تکه) که به همراه یک بخش پایینی، پوشیده می‌شدند.

در مورد جامهٔ سنتی پارس‌ها، عقاید متفاوتی وجود دارد. گروهی باور دارند که یک تکه بوده‌است و گروهی نیز می‌گویند که از دو تکه تشکیل می‌شد. با این حال، مطالعهٔ دقیق دوخت آن، نشان می‌دهد که از دو تکهٔ مشخص‌شده تشکیل شده و قطعهٔ فوقانی از پارچه‌ای مستطیل‌شکل که چین‌های آن در بخش میانی، شانه‌ها و یقه‌ای مثلث‌شکل را نمایان می‌کنند. بخش جلویی که آزاد گذاشته می‌شد، چین‌های پهنی تشکیل داده و گشادی و راحتی بسیاری را به آستین‌ها می‌دادند. بخش پشتی نیز، کمر را می‌پوشاند و تنها نقطهٔ اتصال میان بدن و پوشاک بود.
بخش پایینی پوشاک، بنابر میزان و روش تنظیم کمربند، میان چهار تا هشت چین گرد را در روبرو شامل می‌شد. پارس‌ها همچنین پوشاکی با نام آناکسیرید استفاده می‌کردند و شلواری بلند داشتند که چسبان بوده و تا قوزک پا می‌رسیده‌است. کندیس یا کندیز نیز دیگر پوشاک مهم پارس‌ها است و نشانی از ادغام زیبایی و کاربرد در هم، است.

### کفش‌ها
کفش‌های پارس‌ها، همانند مادها، از چرم زرد خنایی یا ارغوانی دوخته می‌شده‌است. مطالعهٔ نقش‌های برجسته از پارس‌ها، ۴ گونه کفش را نمایان می‌کند که ساده‌ترین آنان، از مادها الگو گرفته شده‌است. آن کفش، تکه‌ای از چرم است و با دو دوخت، پیوند خورده که یکی از پشت پا و دیگری به شکل طولی، از جلوی کفش، عبور می‌کند. همین کفش، توسط شاهان نیز استفاده و با طلا، زیباسازی می‌شد. پارس‌ها پس از سده‌ها، توانستند در دوخت کفش پیشرفت بسیاری کنند و انواع پیچیده‌تری را تولید کنند. کفش، دیگر تکه‌ای چرمی نبود و از قطعات پرشماری ساخته می‌شد. همانند بخش جلویی، بندهای مزین به ۳ دکمه، محل عبور بندها و در پایان، زبانهٔ کفش، که در زیر آن، پنهان می‌شد.

### سربندها

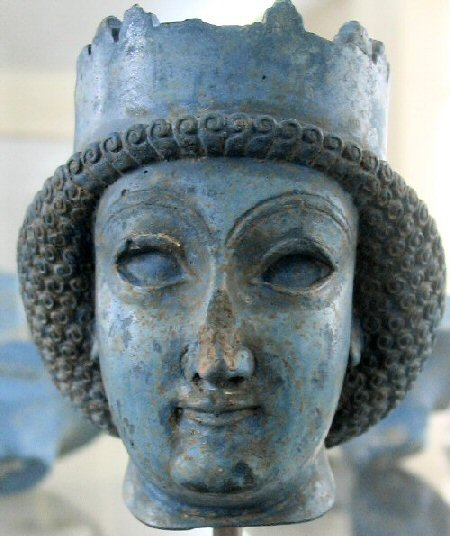
تندیس آتوسا و تاج او.

بنابر طبقه‌بندی اجتماعی، آرایش موی مردم پارس، متفاوت بود. نقوش برجسته، آرایش موی متفاوتی را از آنان نشان می‌دهد. گونه‌هایی از تاج و نیم‌تاج توسط پارس‌ها به کار برده می‌شد. به عنوان مثال، گونه‌ای به شکل استوانه نمدی بود و دور آن، حدود ۲۰ بریدگی وجود داشت؛ این تاج نمدی، با یک روبان که احتمالاً آن هم نمدی بوده‌است، محکم می‌شد. در میان سربندهای معمول پارس‌ها، یک کلاه مخروطی شکل نیز وجود دارد که اشخاص بلندپایه در هنگام ملاقات با شاهان، پوشیده می‌شد. در مواردی، کلاه شاه، بلندتر از دیگران بوده‌است. در میان شاهان، سربند حکم یک کلاه را نداشت و تاجی بود که اهمیت بسیاری در پوشاک سلطنتی داشت. برخی از پارس‌ها نیز به جای کلاه، از نواری بلند و نمدی استفاده می‌کردند که به عنوان زینت کاربرد داشت.

### پوشاک زنان
زنان به شکل تاریخی، از جایگاه قابل توجهی در ایران، برخوردارند و در دوران پارس‌ها، این جایگاه به خوبی نمایان بوده‌است. در دوران هخامنشی، هنگامی که شهبانو هیئت نمایندگان زن را به حضور می‌پذیرفت، همانند شاه، از نوعی تاج استفاده می‌کرد. یافته‌های کنونی، نشان می‌دهد که احتمالاً پوشاک زنان، بسیار شبیه به پوشاک مردان بوده‌است اما معمولاً با جواهرات به شکل خاصی، زیباسازی می‌شد.

## نگارخانه

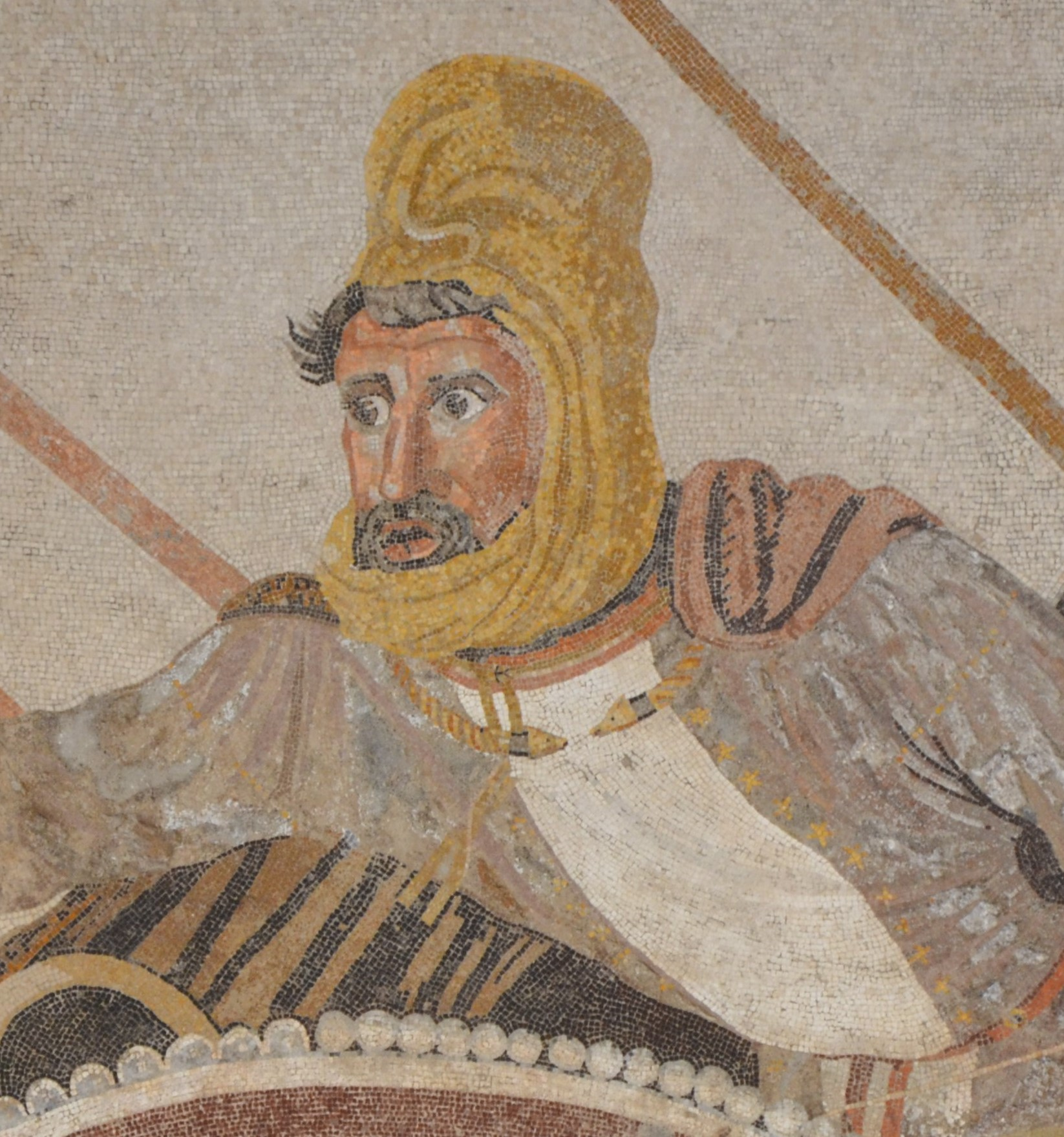
داریوش سوم بر روی پاره‌چین نبرد ایسوس
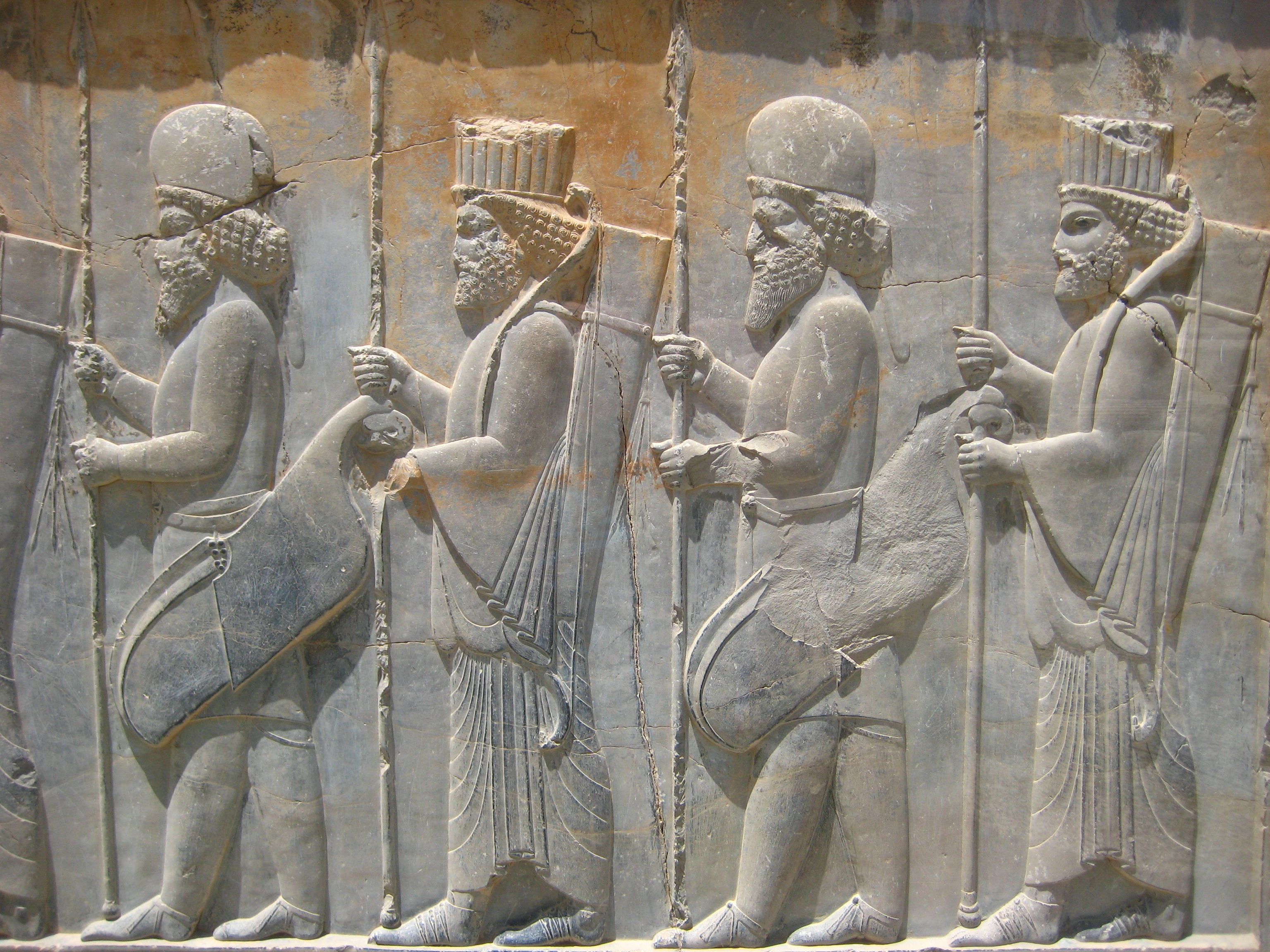
جزئیات یک سنگ‌نگاره در پارسه
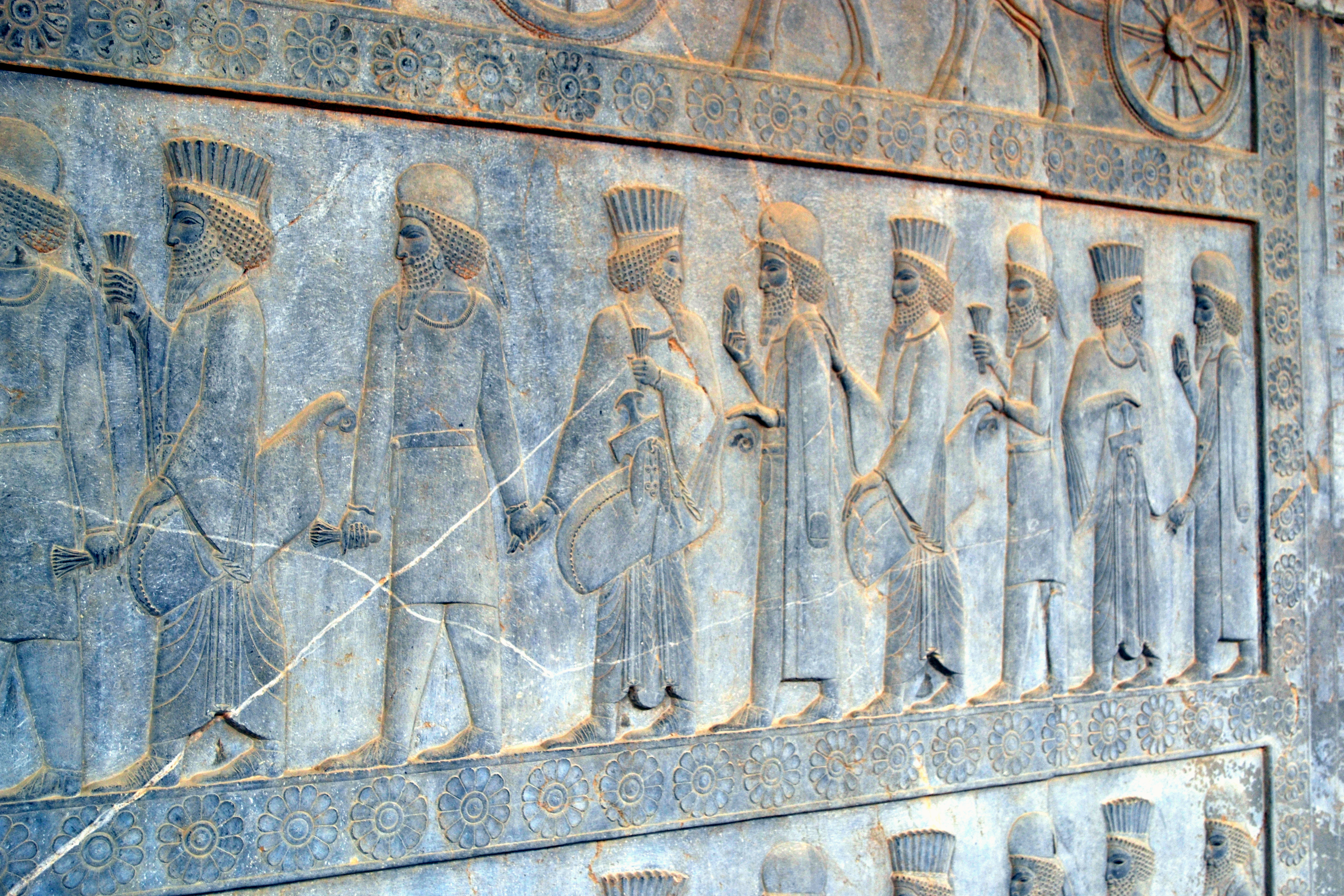
جزئیات یک سنگ‌نگاره در پارسه
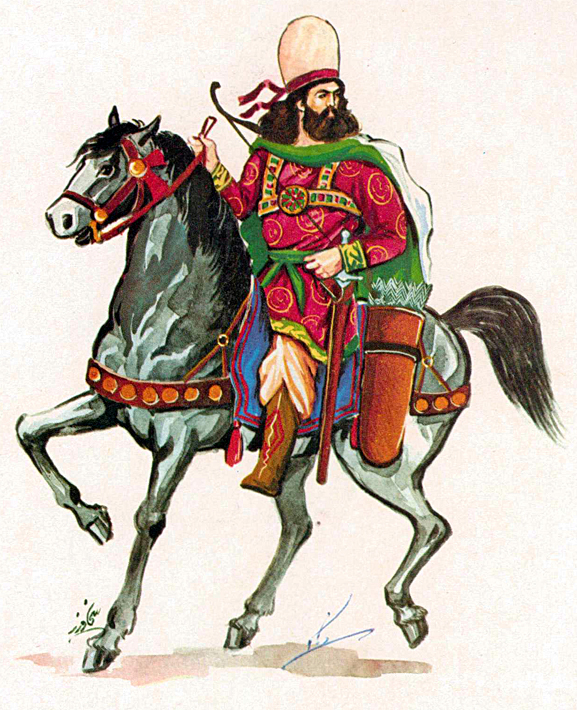
سرباز ساسانی
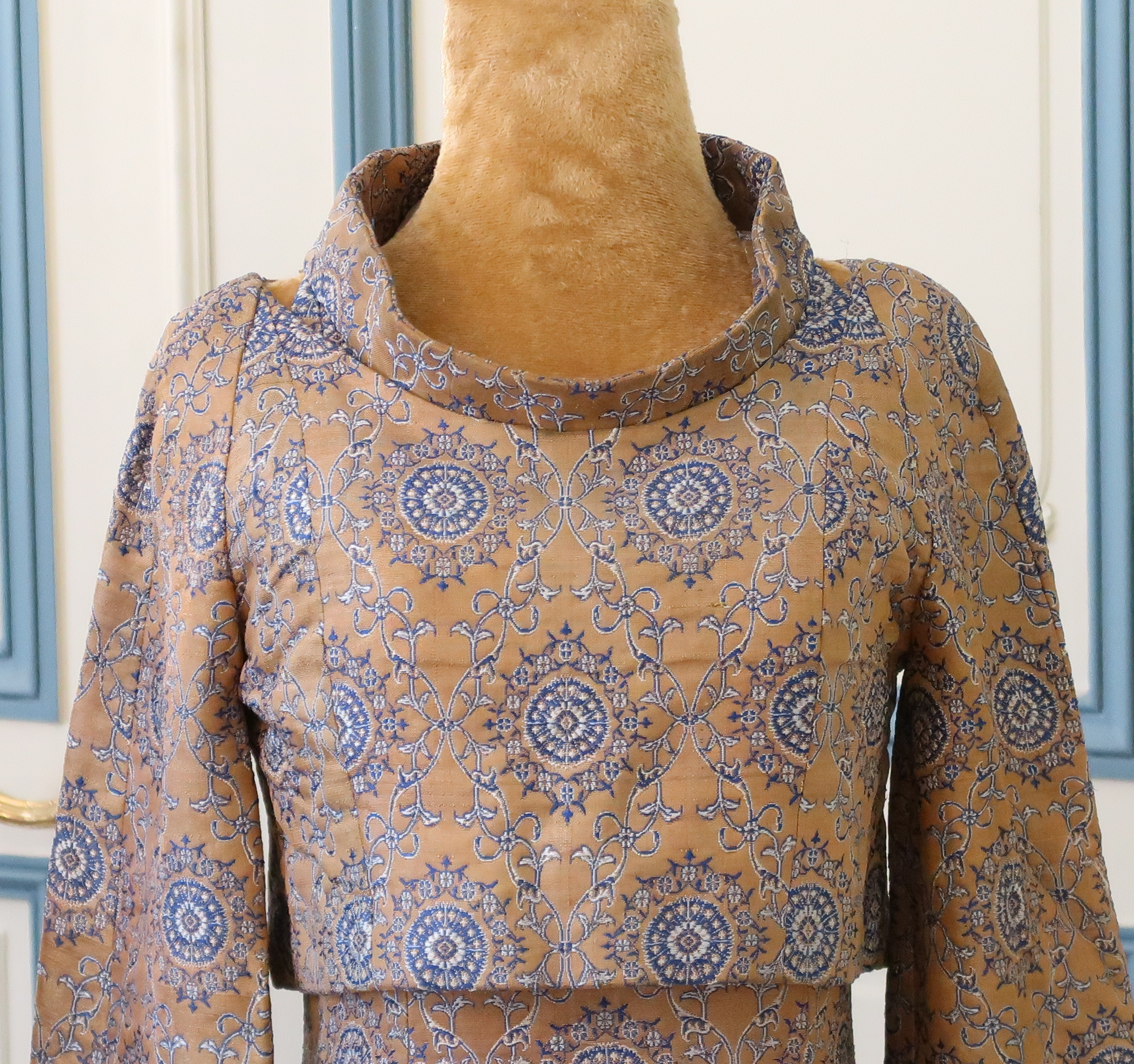
الگوگیری احتمالی از لباس‌های پارسی. (دو تکه)

### برای مطالعهٔ بیشتر
- Iran: 5000 Years of Clothing, Jewellery and Cosmetics - ISBN 978-0-9809714-4-6
- Ancient Egyptian, Mesopotamian & Persian Costume (Dover Fashion and Costumes) – ۲ نوامبر ۲۰۱۱
- CLOTHING xxvii. Historical lexicon of Persian clothing